# 黃龍病

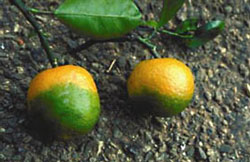
染病的柑橘

柑橘黃龍病是柑橘属和部分芸香科植物的嚴重疾病。由基因體整合進宿主柑桔木蝨共生器官的細胞核、不能培養之韌皮部桿菌引起，通過木虱在株間傳染。染病樹目先見黃葉，青果，然後逐漸枯萎。此病傳染力強，患株無藥可治，可將果園盡毁。於1929年最先报道於中国广东地区，現時傳遍亞洲、非洲及美洲的多个国家，對各地柑橘類種植皆造成破壞。
黃龍病在各國曾經有不同稱謂。現正式稱為"HuangLongBing"，因中國農業學家林孔湘最先於1950年代對此病之成因、防治作出科學硑究。